# 7554 (ゲーム)
『7554』は、ベトナムのゲーム開発スタジオEmobi Gamesが開発したFPSである。ベトナムにおいて初めて国際社会に発表されたゲームであるとされる。

## 概要
1946年から1954年までの第一次インドシナ戦争における戦いが、ベトミン側の目線から描かれている。タイトルにもなっている「7554」とは1954年5月7日を意味し、これは、ディエンビエンフーの戦いにてフランス植民地軍がベトミンに降伏した日である。『コール オブ デューティシリーズ』の影響が色濃く、発表された際には「ベトナムの『コール オブ デューティ』」とも例えられた。この戦争を題材とした理由について、ディレクターのHuy Nguyen Tuanは「今や忘れられつつある祖国のために戦った戦士たちに敬意を示すため」と語った。また、1992年のフランス映画『愛と戦火の大地』にも影響を受けているとして、決してフランスとの政治問題を望む作品ではなく、『コール オブ デューティ』のように歴史を背景とした誰でも楽しめるゲームであると語った。

## ストーリー

### 主要キャラクター
登場する主要なキャラクターは、重火器のスペシャリストであるグエン・チェ・ビン（Nguyễn Thế Vinh）、爆発物のスペシャリストホアン・ダン・ビン（Hoàng Đăng Bình）、狙撃兵のルー・トン・ハ（Lưu Trọng Hà）、高射砲手のホアン・ダン・アン（Hoàng Đăng An）の4名である。

## 開発
ベトナムのEmobi Gamesによる開発は2008年10月からスタートしていたとされるが、当初はこの計画について公表されていなかった。2010年4月1日、初めて7554制作チームによって7554の存在が明かされ、短いビデオが公開された。しかし、偶然にもエイプリルフールと重なってしまったため、この初報はビデオも含めて単なるジョークとして扱われた。2010年5月7日、最初のトレーラーが公開された。続いて9月には実機デモンストレーションが公開され、2011年6月には別の公式トレーラーが公開された。

### 開発ツール
- Havok Tech製Vision Engine 8
- Xaitment製Artificial Intelligence (AI) - XaitMap, XaitControl
- Nvidia製PhysX - 物理演算

## 反応
Metacriticでは1つの中立的なレビューと2つの否定的なレビューが報告されている。